# Aleksander Lvovič Vojnov
Aleksander Lvovič Vojnov (rusko Алекса́ндр Льво́вич Во́инов), ruski general, * 1770, † 1831.
Bil je eden izmed pomembnejših generalov, ki so se borili med Napoleonovo invazijo na Rusijo; posledično je bil njegov portret dodan v Vojaško galerijo Zimskega dvorca.

## Življenje
Pri 10 letih je vstopil v dvorski Preobraženski polk; leta 1781 je bil premeščen v dvorni konjeniški polk ter leta 1785 je napredoval v korneta. Leta 1793 je bil premeščen v Izjumski lahki konjeniški polk, s katerim se je naslednje leto (v činu podpolkovnika) udeležil bojev proti Poljakom. 
23. novembra 1797 je bil povišan v polkovnika in 18. marca naslednje leto je postal poveljnik Ingermanlandskega dragonskega polka, s katerim se je udeležil švicarske kampanje. 15. aprila 1799 je bil povišan v generalmajorja ter imenovan za poveljnika Starodubovskega kirasirskega polka. Med vojno s Turčijo (1806-1812) se je ponovno izkazal, tako da je bil 14. junija 1810 povišan v generalporočnika ter 19. septembra istega leta imenovan za poveljnika 12. pehotne divizije.
Med veliko patriotsko vojno leta 1812 je bil poveljnik 3. korpusa, s katerim se je udeležil tudi bojev na tujem. Leta 1815 je postal poveljnik 3. rezervnega konjeniškega korpusa in 16. februarja 1822 poveljnik 1. pehotnega korpusa. 
12. decembra 1823 je bil povišan v generala konjenice; točno čez eno leto pa je postal poveljnik Gardnega korpusa. 15. decembra 1825 je bil povišan v generaladjutanta in imenovan za člana vrhovnega sodišča za dekabriste. 
Med vojno s Turčijo (1828–29) je bil imenovan za poveljnika celotne konjenice začasne armade. Upokojil se je leta 1830.